# Diederik II van Katlenburg
Diederik II van Katlenburg (10?? - Berka/Werra, 21 januari 1085) was graaf van Katlenburg. 
Het is onbekend of hij de vermoedelijk in de 11e eeuw ontstane Katlenburg in het huidige Katlenburg-Lindau  heeft laten bouwen of dat dit door een van zijn voorgangers is gedaan.
Hij was de enige zoon van graaf Diederik I van Katlenburg en Bertrada van Holland (dochter van graaf Dirk III van Holland, de Jeruzalemmer).
In 1075 vocht hij in de Slag bij Langensalza aan de Saksische kant mee tegen de troepen van keizer Hendrik IV